# Helge Nathorst-Windahl
Helge Leopold Nathorst-Windahl, född den 14 november 1887 i Lund, död den 18 juni 1977 i Halmstad, var en svensk läkare. Han var bror till Tore Nathorst-Windahl.
Nathorst-Windahl avlade mogenhetsexamen i Lund 1906, medicine kandidatexamen 1911 vid Lunds universitet och medicine licentiatexamen där 1919. Han var extra läkare vid Säters hospital 1914–1915, i Hjo stad och distrikt 1916–1917 och vid Lunds hospital 1918–1920 samt biträdande läkare där 1920–1921. Nathorst-Windahl genomförde en studieresa till Paris och Toulon 1921. Han var extra läkare vid Gällivare lasarett 1921–1922, därunder tillförordnad lasarettsläkare två månader, extra provinsialläkare i Skinnskattebergs distrikt 1922–1924, provinsialläkare i Heby distrikt 1924–1932 och tillförordnad förste provinsialläkare i Västmanlands län 1929–1931. Nathorst-Windahl blev förste provinsialläkare i Hallands län, järnvägsläkare på linjen Getinge–Halmstad samt skolläkare i Halmstad 1932. Han tilldelades marinläkarestipendium över stat 1913, marinläkarestipendium 1914 samt blev marinläkare av andra graden i Marinläkarkåren 1919 och av första graden i reserven 1924. Nathorst-Windahl blev riddare av Nordstjärneorden 1941. Han vilar på Norra kyrkogården i Lund.